# Amt Rechlin

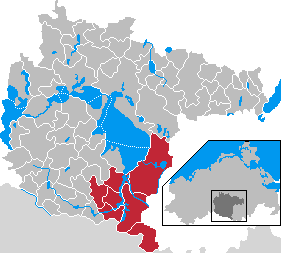
Amt Rechlin im Landkreis Müritz

Im Amt Rechlin im ehemaligen Landkreis Müritz in Mecklenburg-Vorpommern, das 1992 geschaffen wurde, waren die sieben Gemeinden Buchholz, Lärz, Melz, Priborn, Rechlin (Amtssitz), Schwarz und Vipperow zur Erledigung ihrer Verwaltungsgeschäfte zusammengeschlossen. Am 1. Januar 2005 wurde das Amt Rechlin aufgelöst. Seine Gemeinden wurden zusammen mit den Gemeinden des ebenfalls aufgelösten Amtes Röbel-Land und der vormals amtsfreien Stadt Röbel/Müritz in das neue Amt Röbel-Müritz überführt.